# Ladislau Postumul
Ladislau Postumul (n. 22 februarie 1440, Komárno, Comitatul Komárom, Slovacia – d. 23 noiembrie 1457, Praga, Regatul Boemiei) a fost principe al Austriei și rege al Boemiei, mai apoi rege al Ungariei sub numele de Ladislau al V-lea, unde a domnit între 1453-1457. A fost urmat de Matia Corvinul.